# Ніїтсіку
Ніїтсіку (ест. Niitsiku) — село в Естонії, входить до складу волості Мікітамяе, повіту Пилвамаа.
| Естонія | Це незавершена стаття з географії Естонії. Ви можете допомогти проєкту, виправивши або дописавши її. |

1. ↑  http://metaweb.stat.ee/get_classificator_file.htm?id=4412334&siteLanguage=et